# Корисні копалини Вінницької області
Корисні копалини Вінницької області

Вінницька область має багату мінерально-сировинну базу. У її надрах відкрито 1 159 родовищ і проявів 30 видів різноманітних корисних копалин: Петриківське родовище заліза, Троповське родовище апатиту, Лукашівське родовище флогопіту, Слобідське родовище гранату і Бахтинське родовище флюориту, а також унікальні родовища граніту й поклади каоліну, десятки родовищ торфу. Розроблені й діють унікальні джерела мінеральної води, зокрема з високим вмістом радону в м. Хмільник.
У північній частині області розташований так званий Глуховецько-Турбівський каоліновий район, у межах якого знаходяться: Великогадомське, Глухівське, Жежелівське, Турбівське, Чубинське, Гуринське, Туча-Миколаївське та інші родовища, в яких зосереджено близько половини розвіданих запасів первинних каолінів України.
Розвідані й розробляються 3 родовища гранітів (запаси — 10 млн м³), ведеться пробний видобуток з 8 родовищ. Підприємства забезпечені гранітом більш ніж на 100 років. Граніти і близькі до них кристалічні породи поширені майже на всій території області. Однак за ресурсами монолітного каменю, придатного для виробництва великих блоків з подальшим розпилюванням на облицювальну плитку або інші вироби. В області розробляється відоме Жежелівське родовище сірих гранітоїдів і діють три дрібних кар'єри з видобутку темно-сірих чарнокітів і ендербітів у Тиврівському районі.
На Вінниччині, у Калинівському районі розташоване єдине в Україні детально розвідане Слобідське родовище гранату. Його запаси становлять 673 тис. т при середньому вмісті в породі (граніті) — 15,18 %. Неподалік від Слобідського родовища, в цьому ж районі, для виробництва щебеню розробляється Іванівське родовище граніту. Середній вміст гранату на родовищі становить до 27 %, а його запаси — становлять понад 25 млн т (у США гранат видобувають при вмісті в породі понад 8—10 %).
В області розвідано унікальне для України Бахтинське родовище флюоритів, що перебуває нині на стадії геологічних вишукувань і технологічних випробувань. Попередньо підраховані його запаси становлять 100 млн т, а прогнозні — 220млн т. Примітно, що металургійна та інші галузі промисловості України щорічно використовують 122 тис. т флюоритових концентратів, що ввозяться з Монголії, Китаю, Таїланду на суму понад 20 млн дол. США.
Буре вугілля Вінниччини якістю нагадує продукцію аналогічних вугільних шахт Дніпровського басейну і придатне для використання в енергетиці, переробці методами напівкоксування, гідрогенізації. Попередньо розвідано 3 родовища із запасами 50 млн т. Ще три перебувають на стадії розвідки.
У товщі відкладень крейдяного періоду зосереджені родовища крейдоподібних вапняків і опок для стінових блоків (Немійське, Іванківське), фосфатної крейди і крейди для вапнування ґрунту (Бахтинське, Гальжбіївську), високоякісного трепелу (Могилів-Подільське, Шлішковське), фосфоритів (Бернашовське, Жванське).
Промислове використання подільських фосфоритів розпочато 1870 року в приватному Браїлівському маєтку поблизу Жмеринки, де було вирішено використовувати щорічно 15 000 пудів фосфоритової борошна. Для помелу фосфоритів використовувалися водяні млини. У 1881 році Лондонська фірма «Маркс Дурляхер і Ко» уклала з польським графом Вонсовичем контракт терміном на 10 років на постачання фосфоритів в кількості 600 тис. пудів щорічно. А в 1905—1910 роках видобуток фосфоритів вже становив 1—1,4 млн пудів (17—23 тис. т) на рік. Близько 85 % фосфоритів вивозилося в Польщу, де вони перероблялися на суперфосфат. І тільки в 1912 році, після спорудження у Вінниці суперфосфатного заводу (сучасний хімзавод), почалася їхня переробка на місці. З 1922 року Вінницький суперфосфатний завод щорічно збільшував обсяги переробки подільських фосфоритів і до 1930 року основні легкодоступні поклади виявилися майже відпрацьованими. Тому з 1934 року їхня розробка повністю припинилася і завод почав переробляти привізні фосфорити.
Після освоєння великих родовищ апатиту на Кольському півострові виробництво повністю перейшло на переробку російського концентрату.
З неогеновим періодом пов'язані утворення значних покладів різного типу вапняків, що використовуються для виготовлення стінових блоків (родовища Джуринської, Горячковської групи, Дмитрашковської та інші), вапняки для цукрової промисловості; будівельного каменю і щебеню; вторинних каолінів. Окремі шари неогенових глин являють собою якісну сировину для виготовлення будівельної кераміки (Вендичанське родовище).
Вінницька область також володіє монополією в Україні за запасами пеліканіту (39 родовищ з прогнозними ресурсами до 170 млн т). Уперше на Поділлі знайдено боксити — руду для виплавки алюмінію. За оцінками, прогнозні ресурси родовищ становлять майже 3 млн т. До найбільш молодих — четвертинних відкладів належать родовища торфу, численні родовища цегельної сировини — суглинків (Південно-Вінницьке, Северинівське, Гайсинське, Погребищенське), будівельних пісків (Вендичанське, Ладижинське), гравію (Цекіновське).
Виявлено і використовуються лікувальні властивості мінеральної води з Хмельницького радонового родовища. Крім того, розвідано 21 джерело столової води, 10 з яких паспортизовані. На п'яти родовищах налагоджено розлив води і її реалізація. Це — «Регіна», "Княжна, «Шумилівська», «Подільська», «Росяна». Виявлено мінеральні води типу «Миргородської». Можливі відкриття нових родовищ радону.

## Окремі родовища корисних копалин Вінницької області
- Зеленоярське титано-цирконієве родовище
- Жванське родовище фосфоритів
- Великогадомське родовище каолінів
- Буровугільні родовища Вінницької області
  - Бруслинівське буровугільне родовище
- Родовища будівельних пісків Вінницької області
- Підземні води Вінниччини
  - Столові води Вінниччини
  - Мінеральні лікувально-столові води Вінниччини
  - Мінеральні радонові води Вінниччини
- Керамзитова сировина Вінниччини
- Каоліни Вінницької області
- Трепел Вінницької області
- Польовошпатова сировина Вінницької області